# Metropolitano de Fortaleza
O Metrô de Fortaleza ou Metropolitano de Fortaleza, popularmente conhecido como Metrofor, é um sistema de transporte público metropolitano que opera na Região Metropolitana de Fortaleza (RMF), no estado do Ceará, Brasil. O sistema é administrado pela Companhia Cearense de Transportes Metropolitanos (Metrofor), uma empresa de economia mista controlada majoritariamente pelo Governo do Estado do Ceará, responsável pelo planejamento, construção, implantação, operação e manutenção do transporte sobre trilhos no estado. Fundada em 2 de maio de 1997, a Metrofor administra seis linhas de transporte público, das quais três pertencem ao metrô de Fortaleza, nas três principais regiões metropolitanas do Ceará: Fortaleza, Cariri e Sobral.  Com 62 estações distribuídas em 84,3 quilômetros de vias férreas, a rede cearense é a maior infraestrutura metroviária operada por uma companhia do Nordeste, atendendo diariamente mais de 56 mil passageiros em municípios como Fortaleza, Caucaia, Maracanaú, Pacatuba, Sobral, Juazeiro do Norte e Crato.
As operações do Metrô de Fortaleza começaram em 15 de junho de 2012, com a inauguração de parte da Linha Sul. Atualmente, o sistema é composto por uma linha de metrô, a Linha Sul (Central–Chico da Silva ↔ Carlito Benevides), e duas linhas de Veículo Leve sobre Trilhos (VLT) a diesel: a Linha Oeste (Moura Brasil ↔ Caucaia) e a Linha Nordeste (Parangaba ↔ Iate). Em novembro de 2023, o sistema era o quinto maior do Brasil em extensão, com 56,8 quilômetros de vias ferroviárias e 41 estações, representando cerca de 5,1% da malha total de transportes urbanos sobre trilhos do país, que somava 1.133,4 quilômetros, conforme dados da Associação Nacional dos Transportadores de Passageiros sobre Trilhos (ANPTrilhos). Entre janeiro e dezembro de 2023, as três linhas transportaram aproximadamente 15,1 milhões de passageiros, com uma média diária de 52,8 mil usuários em dias úteis.
A rede tem previsão de expansão até 2028, quando deverá atingir 71,7 quilômetros de extensão com a inauguração do primeiro trecho de 7,3 quilômetros da Linha Leste (Central–Chico da Silva ↔ Papicu) e dos 7,6 quilômetros do Ramal Aeroporto–Castelão (Expedicionários ↔ Castelão) do VLT.

## História

### Antecedentes

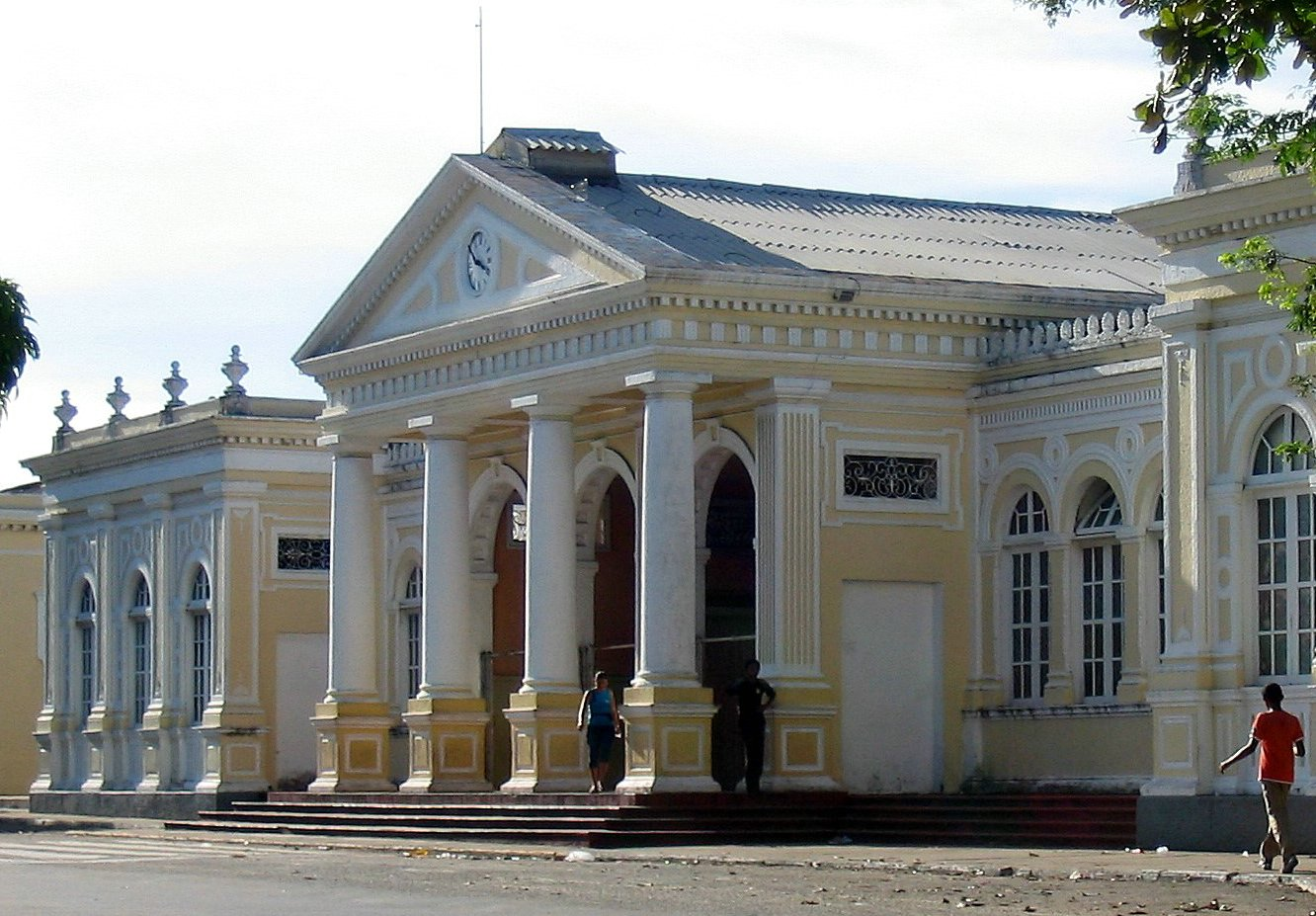
Antiga estação central de Fortaleza, que em 1946 ganhou o nome de Professor João Felipe. O prédio atualmente abriga o Complexo Cultural Estação das Artes. A foto é do período em que funcionou como estação de trens urbanos, anterior a reforma.

A primeira concessão para a construção de estradas de ferro no Estado do Ceará deu-se com um decreto de 1857, em um empreendimento que deveria construir e explorar uma via férrea partindo do município de Camocim até Ipu, passando por Sobral. No entanto, o projeto foi arquivado. Em 1868, foi apresentado um novo projeto para uma linha ferroviária ligando a cidade de Fortaleza à vila de Pacatuba, com um ramal para Maranguape, mas também não saiu do papel. Dois anos depois, surgiu o projeto da primeira estrada de ferro construída no Ceará: a Estrada de Ferro de Baturité.

Em 13 de março de 1873, chegaram a Fortaleza as primeiras locomotivas, desembarcadas no trapiche do Poço das Dragas (antigo porto de Fortaleza). O prédio da estação central ainda estava em obras quando recebeu as máquinas a vapor, que, sendo arrastadas por tração animal com a afixação de trilhos portáteis, foram transformadas num espetáculo ao desfilarem pela Rua da Ponte (atual Avenida Alberto Nepomuceno) e Travessa das Flores (atual Rua Castro e Silva) até a Praça da Estação. Cinco meses depois, a locomotiva "A Fortaleza" realizou um novo percurso, desta vez com seus próprios motores, da Estação Central até a parada "Chico Manoel", no Cruzamento das Trincheiras (atual Liberato Barroso).

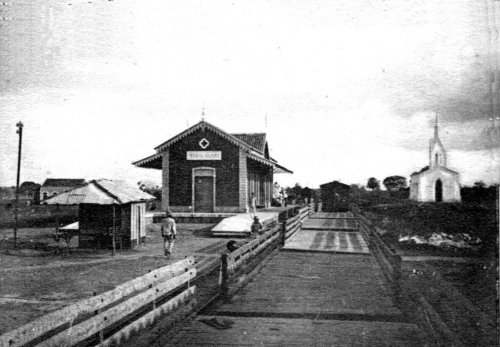
Antiga estação ferroviária de Maracanaú, parte da Estrada de Ferro de Baturité.

O primeiro trecho da ferrovia, ligando o centro da capital ao distrito de Arronches (atual bairro Parangaba), ficou pronto em setembro de 1873, quando, com restrições, uma locomotiva e alguns vagões chegaram, pela primeira vez, a Parangaba. Em seguida, foram inauguradas as estações de Mondubim, Maranguape, Maracanaú (1875), Monguba e Pacatuba (1876). O governo imperial encampou a ferrovia em 1878 e estabeleceu algumas mudanças no projeto original, além de ordenar a construção de uma nova estrada ligando o porto de Camocim até Sobral e o início dos estudos para a construção da nova estação central, que seria inaugurada em 1880. O trem chegou a Baturité dois anos depois, em 1882, ainda sob o reinado de Dom Pedro II. Na mesma época, iniciou-se a construção da Estrada de Ferro de Sobral.
Em 1919, as obras de expansão das duas ferrovias cearenses viraram frente de trabalho para os flagelados da grande seca que se abateu sobre a região. As duas estradas de ferro, unificadas desde 1915 na Rede de Viação Cearense (RVC), passaram a ser subordinadas à Inspetoria Federal de Obras contra a Seca (Ifocs). Em 1920, 12.850 operários estavam envolvidos na construção da ferrovia, incluindo idosos e crianças que pouco podiam ajudar no trabalho. Quando as primeiras máquinas a diesel começaram a operar no Ceará, em 1949, a RVC possuía um total de 86 locomotivas a vapor, todas operacionais. Em 1957, a Rede de Viação Cearense passou a ser uma das subordinadas da Rede Ferroviária Federal (RFFSA) e, em 1975, foi absorvida por ela.

### Projeto
Em outubro de 1977, o Governo Federal liberou uma verba de Cr$ 40 milhões para os primeiros estudos de implantação de um sistema de trens urbanos em Fortaleza e região metropolitana, aproveitando a malha ferroviária existente. Com a criação da Coordenadoria de Transportes Metropolitanos (CTM), os trens suburbanos, que circulavam apenas nos horários de pico, passaram a operar de hora em hora. Em 1986, o governo brasileiro contratou a Agência de Cooperação Internacional do Japão (JICA) para elaborar um projeto de eletrificação e modernização das Linhas Tronco Norte e Sul do Trem Urbano de Fortaleza.

Em 25 de setembro de 1987, foi iniciada a construção do Consórcio do Trem Metropolitano de Fortaleza, por meio da assinatura de um contrato entre a Rede Ferroviária Federal (RFFSA), a Companhia Brasileira de Trens Urbanos (CBTU) e o Governo do Estado do Ceará, com interveniência da União através do Ministério dos Transportes. Em abril de 1988, o governo do estado lançou oficialmente o Metrofor, cujo custo inicial foi estimado em 290 milhões de dólares para a reformulação das Linhas Norte (atual Linha Oeste) e Sul. A construção do projeto dependia da liberação de US$ 180 milhões dos bancos Japan Export-Import Bank, Banque de Paris et des Pays-Bas S.A. (Paribas) e do acordo do Brasil com o Fundo Monetário Internacional (FMI). No mesmo ano, os trens de longa distância foram extintos, permanecendo apenas os que ligavam Fortaleza a Maracanaú e Caucaia. Com essa mudança, houve um aumento significativo no fluxo de passageiros nessas duas linhas, exigindo a intensificação dos serviços ferroviários.

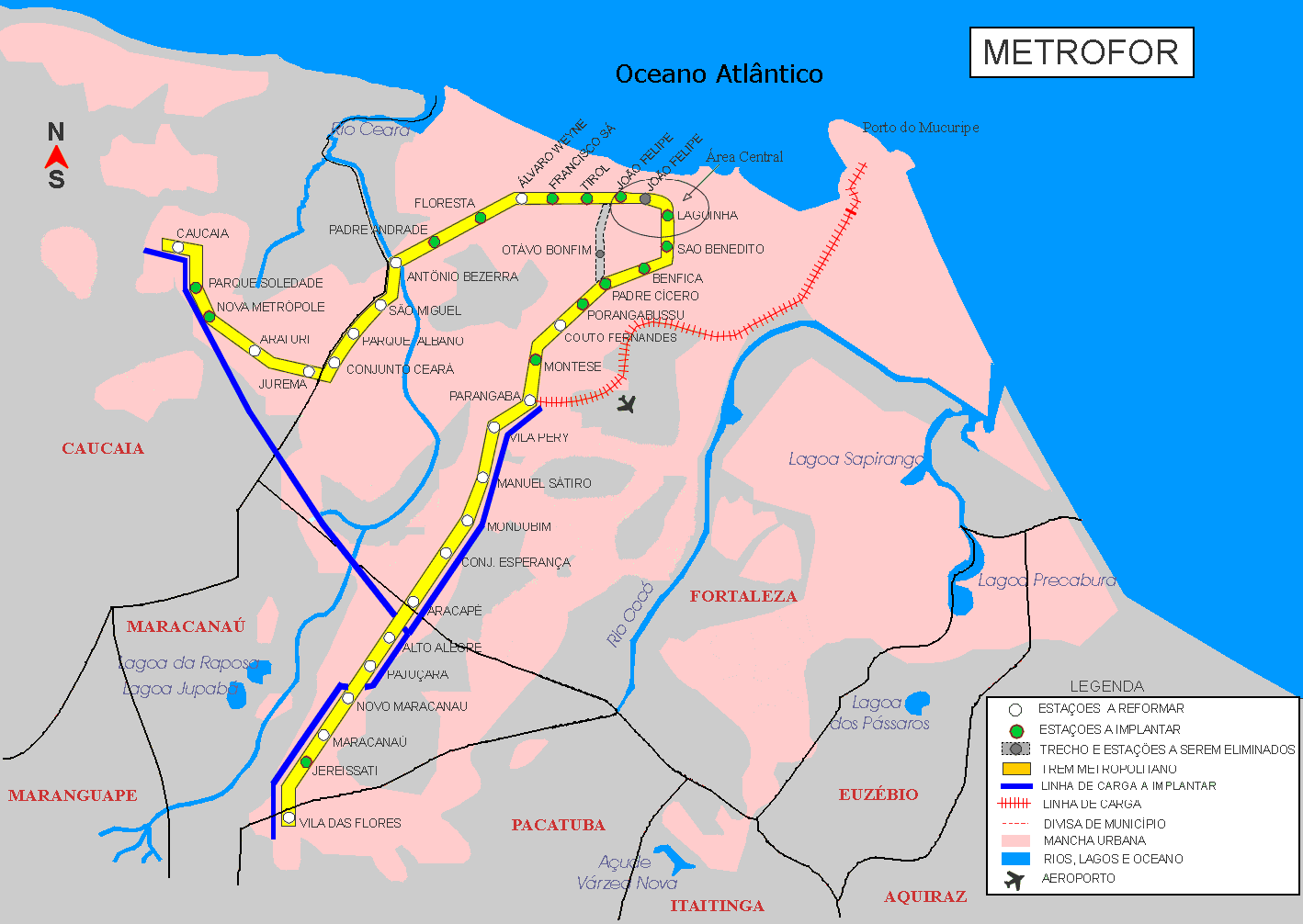
Projeto do Trem Metropolitano de Fortaleza.

Apesar do interesse japonês em financiar o projeto, tendo convidado os presidentes da RFFSA e da Metrofor ao Japão para conhecer possíveis fornecedores para a modernização, o projeto permaneceu em discussão entre o governo brasileiro e o banco de fomento japonês Japan Export-Import Bank durante o início dos anos 1990. O projeto orçado em US$ 180 milhões em 1988, passou para US$ 300 milhões em 1994.  No início de fevereiro de 1994 a Japan Export-Import Bank deu aval para o empréstimo de US$ 223 milhões para a implantação do Metrô de Fortaleza.
Em 1º de abril de 1993, o contrato do consórcio formado entre o governo e o Ministério dos Transportes teve o prazo prorrogado por um ano. Um segundo contrato, assinado em 29 de março de 1994, também foi prorrogado por mais um ano. Já o terceiro contrato, firmado em 4 de abril de 1995, foi prorrogado por dois anos, com término previsto para 4 de abril de 1997. Em 3 de abril de 1997, foi lavrada a Ata de Encerramento do Consórcio, e uma comissão foi nomeada para apresentar, em sessenta dias, o relatório de liquidação. Com a extinção do consórcio, surgiram propostas para a criação de uma companhia de metrô em Fortaleza. A primeira etapa foi a estadualização do serviço ferroviário, marcada pela mudança do nome Superintendência de Trens Urbanos de Fortaleza (STU/FOR) para Companhia Cearense de Transportes.
Em 2 de maio de 1997, foi criada a Companhia Cearense de Transportes Metropolitanos (Metrofor), com o objetivo de assumir e modernizar a operação dos trens metropolitanos de Fortaleza, até então realizada pela CBTU. O Consórcio do Trem Metropolitano de Fortaleza foi extinto em 30 de maio de 1997. Grande parte dos funcionários que pertenciam inicialmente à Rede Ferroviária Federal (RFFSA) e, posteriormente, à CBTU, foram integrados ao quadro de profissionais da Metrofor. Em 1º de julho de 2002, o transporte urbano passou fazer parte integralmente da alçada do Estado quando a Companhia Brasileira de Trens Urbanos (CBTU) passou para a nova empresa a responsabilidade do transporte metroviário de Fortaleza.

### Construção
Em outubro de 1998 foi anunciada a vitória do consórcio responsável pela construção da Linha Sul do Metrô de Fortaleza, formado pelas empresas Queiroz Galvão, Camargo Corrêa, ABB Daimler Transportation, CMW Equipamentos, GEC Alsthom Transport e Siemens. O valor do contrato era de R$ 333.318.897,89. No ano seguinte, precisamente em 24 de agosto de 1999, iniciou-se pelo bairro Benfica a construção da linha Sul, como primeira fase do projeto das novas linhas de metrô da cidade que tinha como previsão de entrega o final de 2002. Em 2000 foi erguida a estação São Benedito, a primeira subterrânea construída na cidade. Em outubro de 2002 houve paralisação das obras. Em março de 2004, as obras foram retomada após liberação de R$ 10,9 milhões de verbas do governo federal. Em 2005, houve outra redução no ritmo das obras. O governo federal liberou apenas R$ 22 milhões dos R$ 61,5 milhões previstos

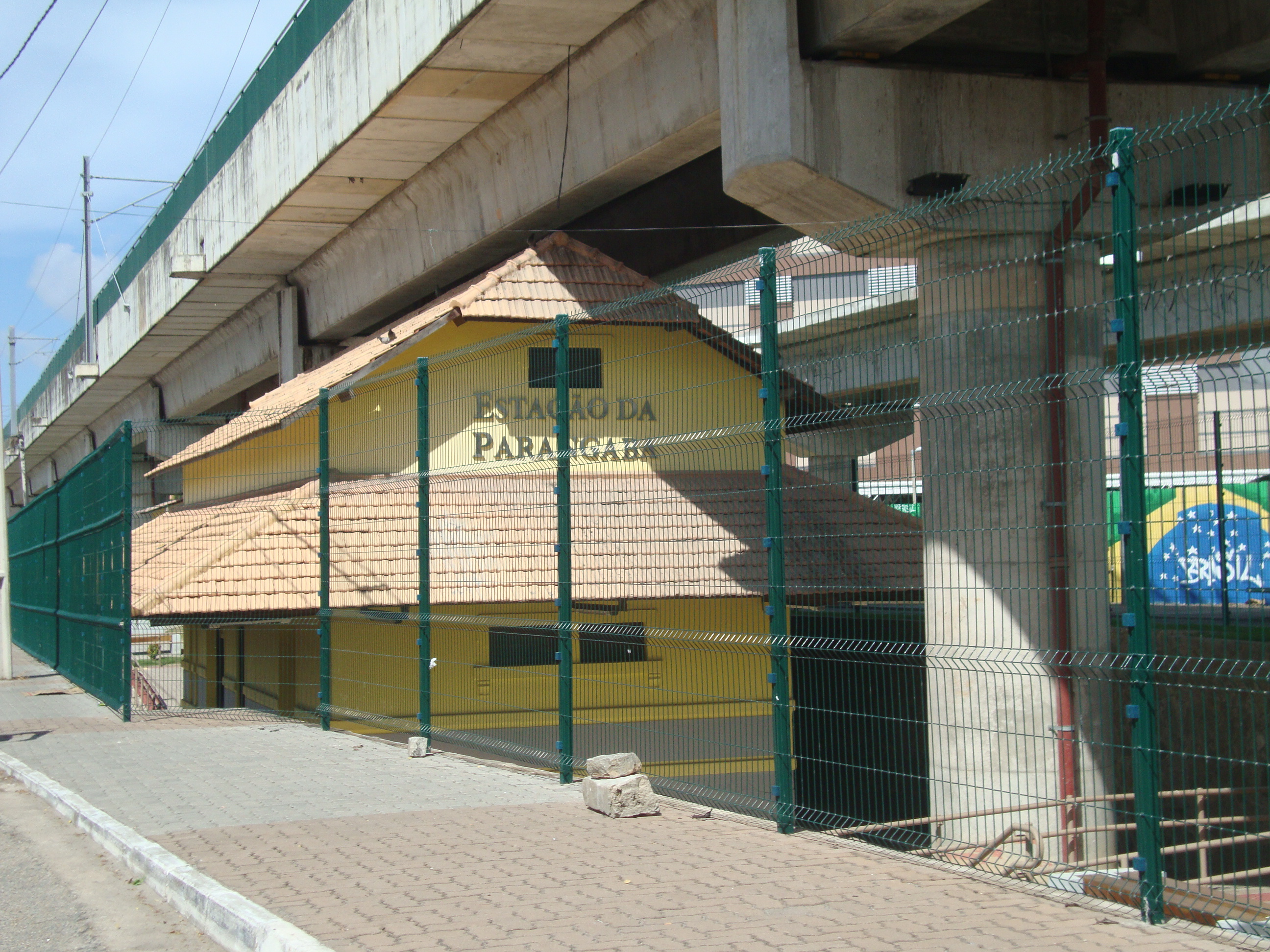
Antiga estação Parangaba, preservada abaixo do elevado da Linha Sul do Metrô

Em 2008, a antiga estrutura da estação Parangaba, com mais de 100 anos de história, estava no caminho traçado da linha Sul e precisaria ser removida para dar espaço ao metrô. Na época, o então governador Cid Gomes tinha as seguintes opções: fazer uma réplica da estação e transferir para outro bairro, o que custaria R$ 214 mil; transladar o prédio para a praça central da Parangaba, com um custo de R$ 5,27 milhões; ou construir um memorial no mesmo local, respeitando a estrutura da estação. A solução foi acordada entre Cid Gomes e a prefeita de Fortaleza na época, Luizianne Lins, rebaixar a estação em 3,5 metros e elevar a linha do metrô, preservando o equipamento histórico e evitando sua demolição. A obra durou cinco meses, com foco na manutenção da estrutura do prédio e de seus traços específicos. O valor do investimento foi de R$ 1.063.324,47. A participação dos moradores do bairro no debate sobre o assunto foi importante para que os executivos catassem essa decisão. Com o rebaixamento da antiga estação, finalizado em julho de 2009, a construção do elevado do metrô teve seu prosseguimento garantido. No dia 11 de maio de 2009, o trecho entre as antigas estações Parangaba e João Felipe, então pertencentes a linha Sul do extinto sistema de trens urbanos de Fortaleza, foi definitivamente encerrado para o avanço das obras do metrô. A estrutura da antiga estação Couto Fernandes foi demolida para dar lugar a nova estrutura, inaugurada em 2012 junto com o segundo trecho da nova linha Sul do metrô. Já a antiga estação Otávio Bonfim ficou de fora do novo traçado da linha Sul, sendo demolida em 2015 para a construção da Avenida José Jatahy, que substituiu parte do traçado do trecho desativado da antiga ferrovia.

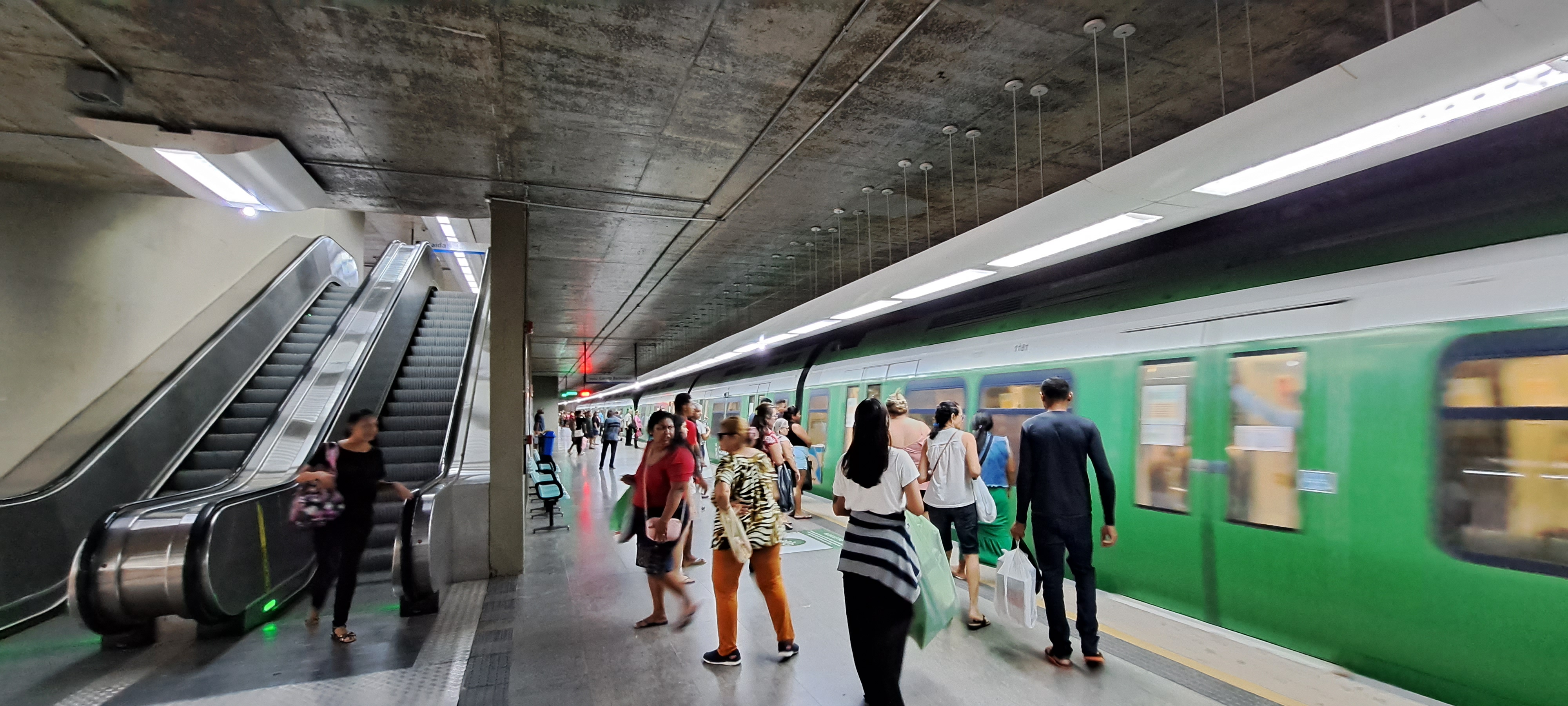
Plataforma da estação José de Alencar, pertencente a linha Sul do metrô, em janeiro de 2024.

Em 2010 se resolveu mais um problema que emperrava as obras do metrô. O problema em questão era que no lugar onde se pretendia construir a estação Lagoinha (atual José de Alencar) havia um centro popular de compras mantido pela Prefeitura de Fortaleza, conhecido popularmente como Beco da Poeira. A construção de um novo espaço para abrigar o centro de compras e a transferência dos permissionários gerou um grande impasse que envolveu a prefeitura e o governo do Estado do Ceará. Em 10 de abril de 2010, o antigo Beco da Poeira foi demolido e os permissionários transferidos para um novo prédio próximo ao antigo, com melhor estrutura, na Avenida do Imperador, durante a gestão da então prefeita Luizianne Lins, onde se localiza até hoje. Com o problema solucionado, as obras da estação José de Alencar foram iniciadas. Nesse mesmo ano, em setembro de 2010, foi dado a ordem de serviço pelo Governo Cearense para o inicio do Projeto Básico da Linha Leste. 

No dia 16 de maio de 2012 foi realizado o primeiro teste de gabarito no túnel da linha Sul do metrô. Durante o teste, técnicos da Secretaria da Infraestrutura (Seinfra) e da Companhia Cearense de Transportes Metropolitanos realizaram o percurso, entre a estação elevada da Parangaba e a estação subterrânea de São Benedito, vistoriando o trecho. O trem utilizado na vistoria foi um Veículo Leve Sobre Trilhos (VLT), que possui dimensões muito semelhantes às dos veículos Trens Unidades Elétrica (TUEs), que são movidos a energia elétrica e que atualmente operam na linha Sul. O teste teve como objetivo verificar o percurso do trem nos túneis e estações, fazendo parte dos preparativos para a inauguração da nova linha, que teria seu primeiro trecho entregue no mês seguinte.

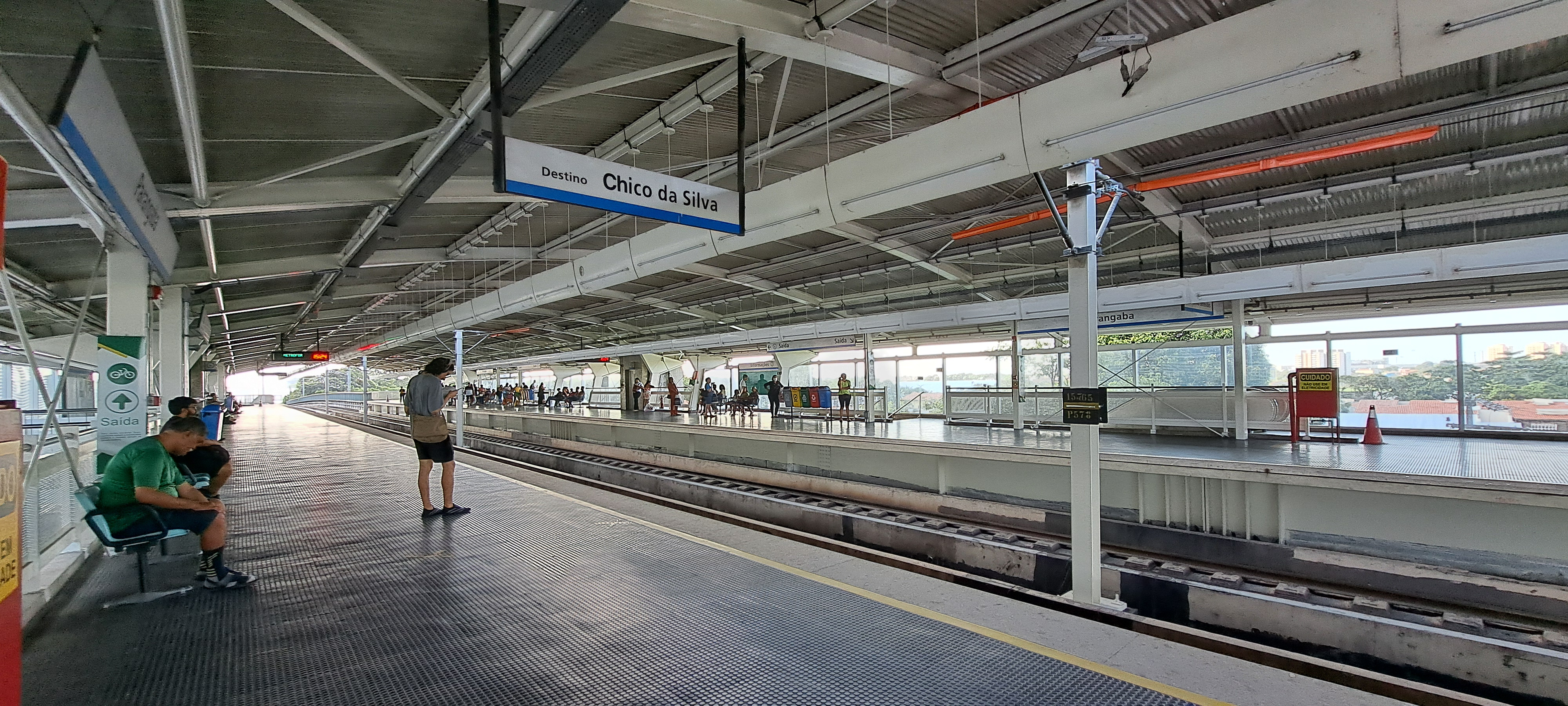
Plataformas da linha Sul do metrô na estação Parangaba.

Em 15 de junho de 2012, o sistema foi inaugurado, em operação assistida, no trecho entre as estações Carlito Benevides e Parangaba da Linha Sul. No dia 28 de setembro, foi inaugurado o segundo trecho, entre as estações Parangaba e Benfica, sendo esta última a primeira estações subterrânea a entrar em operação em todo o Nordeste Brasileiro. O terceiro trecho da Linha Sul, compreendendo o pequeno percurso entre as estações Benfica e São Benedito, foi inaugurado no dia 24 de outubro, fazendo o metrô chegar ao Centro de Fortaleza. No dia 28 de julho de 2013 o quarto e último trecho foi entregue com as estações José de Alencar e Central–Chico da Silva, ambas localizadas no centro da capital cearense, contando com a presença da então Presidenta da República, Dilma Rousseff.

### Expansão
O contrato para as obras civis da nova linha do metrô da capital cearense, a Linha Leste, foi assinado no dia 11 de outubro de 2013, pelo então Governador do Estado do Ceará, Cid Gomes. No ato, o então governador informou que o Governo aguardava a liberação da licença de instalação para assinar a ordem de serviço da obra. Essa nova assinatura, da ordem de serviço para a construção da Linha Leste, ocorreu no dia 22 de novembro de 2023, assinada pela então Presidente da República do Brasil, Dilma Rousseff, ao lado de outras autoridades.
Ao final do mês de janeiro de 2014 as obras da Linha Leste enfim tiveram início, com a implantação da estrutura de contenção para instalação das tuneladoras, no canteiro ao lado da Estação Central. Após a estrutura de contenção, foi iniciada a escavação de uma vala a céu aberto, objetivando dar sustentação para a instalação da tuneladora. Para a instalação desse canteiro, e consequente início das obras, foi necessário desativar a histórica Estação Ferroviária João Felipe, após 141 anos exercendo sua função, no dia 13 de janeiro de 2014. Em seus últimos anos, a antiga estação ferroviária funcionou como ponto final da Linha Oeste. Após o encerramento de suas atividades, a função de estação terminal da Linha Oeste foi transferida para a Estação Moura Brasil. A histórica edificação da Estação João Felipe foi restaurada e modernizada anos depois, sendo entregue em março de 2022 como Complexo Cultural Estação das Artes Belchior. Já no dia 1º de outubro do mesmo ano, foi dado o início da operação comercial da Linha Sul.

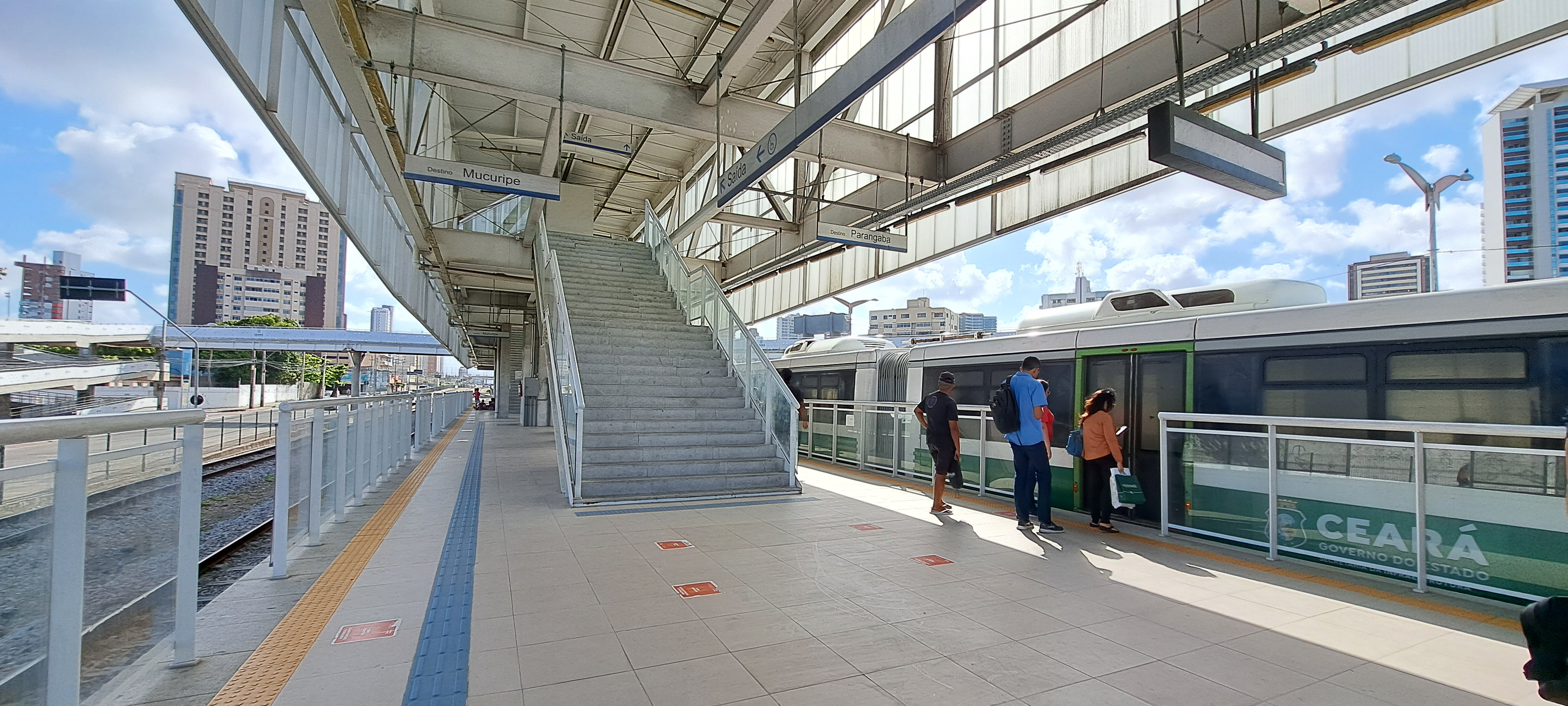
Estação Papicu da linha Nordeste.

Em 27 de setembro de 2016 se deu inicio a fase experimental de parte da linha Nordeste do VLT, então chamado de VLT Parangaba–Mucuripe, com 3,6 quilômetros de extensão, passando nas proximidades da Vila União e do Aeroporto. As primeiras composições do VLT só passaram a operar na manhã do dia 26 de setembro de 2016, no pequeno trecho entre as estações Montese e Borges de Melo, com o inicio da operação experimental, que consiste no funcionamento do sistema mais sem o transporte de passageiros, para serem realizados os ajustes necessários para o início das operações assistida e comercial.
No mês seguinte, outubro de 2016, completava-se três anos de assinatura do maior edital regido pela Lei de Licitações no Estado do Ceará, que foi vencido por um consórcio formado pela espanhola Acciona e pela paulista Cetenco, que assumiram a construção da Linha Leste do metrô de Fortaleza por R$ 2,3 bilhões, mas até aquele período apenas 1% das obras haviam sido concluídas. Devido a paralisação das obras os equipamentos ficaram parados ficando expostos aos agentes do tempo sem nenhuma previsão de quando começariam a ser operados. A demora para a retomada das obras fez com que a Secretaria da Infraestrutura (Seinfra) liberasse o trecho da avenida Santos Dumont interditado para a implantação do canteiro de obras de construção da Estação Colégio Militar, o canteiro então ficou restrito a praça localizada em frente à Igreja do Cristo Rei até que as obras fossem enfim retomadas. Segundo dados divulgados em dezembro de 2016, o sistema já se classificava como o sexto maior em extensão do Brasil dentre as 12 regiões metropolitanas brasileiras que contavam com transporte de passageiros sobre trilhos naquele período, apresentando 43,6 quilômetros.
Ao final do primeiro mês de 2017, a Secretaria das Cidades do Ceará enviou para a Secretaria de Planejamento e Gestão do Ceará (Seplag-CE) o edital de realização de uma Parceria Público Privada (PPP) para a Companhia Cearense de Transportes Metropolitanos. O edital solicitava manifestação de interessados em operar e manter as linhas Sul e Nordeste, em Fortaleza, e os sistemas de VLT do Cariri e Sobral. Os processos encaminhados à Seplag envolviam inicialmente a análise da atratividade, segmentação e recomendação para os principais ativos, estratégia de outorga e identificação de investidores. A Metrofor possuía também um outro projeto, intitulado PPP 2, que tratava da construção e operação das Linhas Leste e Oeste. Nenhuma das PPPs conseguiram seguir adiante.
O ano de 2017 trouxe diversas novidades para o sistema de metropolitanos de Fortaleza. Iniciou com a inauguração, no dia 15 de maio, da 19ª estação da Linha Sul: Juscelino Kubitschek. Houve também a entrega para a população do trecho entre as estações Borges de Melo e Parangaba da Linha Nordeste em julho de 2017, que estava até então em fase experimental, compreendendo quatro estações e contemplando os bairros Parangaba, Fátima, Vila União, Itaoca e Montese. Na Operação Assistida, foram utilizados três trens, sendo um reserva.
No dia 16 de setembro de 2020 foram entregues as ultimas duas estação da Linha Nordeste (Mucuripe e Iate), com a presença do então Governador do Estado do Ceará, Camilo Santana e do então Prefeito de Fortaleza, Roberto Claudio. Com a entrega, o modal passou a funcionar integralmente em seus 13,2 quilômetros, passando por dez estações, fazendo a rede metroviária da capital alcançar seus atuais 56,8 quilômetros de extensão. A população começou a utilizar as novas estações no dia seguinte, 17 de setembro de 2020.
Em novembro de 2020 foi lançado o edital de licitação, pela Secretaria da Infraestrutura do Ceará (Seinfra-CE), para a construção de um ramal da Linha Nordeste, com o objetivo de atender o Aeroporto Internacional de Fortaleza. A obra foi estimada em R$ 46,94 milhões e também contempla serviços complementares para total operação da linha Nordeste, do qual a estação do Pinto Martins fará parte. Os trabalhos deverão ser finalizados no prazo de 12 meses, após a liberação da ordem de serviço, mas o contrato entre Governo do Estado e vencedor terá validade de 18 meses. Os recursos para implantação do VLT Ramal Aeroporto–Castelão de Fortaleza virão do Tesouro estadual e de financiamento junto à Caixa Econômica Federal.

## Sistema
O sistema do Metrô de Fortaleza possui atualmente 56,8 quilômetros de extensão em funcionamento, distribuídos em três linhas e 41 estações. A Linha Sul tem 24,1 km, sendo 18 km em superfície, 3,9 km em subterrâneo na área central e 2,2 km em via elevada. A Linha Oeste tem 19,5 km em superfície, e a Linha Nordeste tem 13,2 km, sendo 11,8 km em superfície e 1,4 km em elevado.
O intervalo entre os trens (headway) na Linha Sul do metrô é de aproximadamente 17 minutos na linha sul, tempo considerado exorbitante para um sistema de alta capacidade em uma metrópole como Fortaleza, mas esse tempo deve ser diminuído consideravelmente a medida que o sistema de comunicação da Linha for implantado.
Quando a Linha Leste for concluída, serão ao todo 52 estações distribuídas entres as três linhas em operação e a nova linha em construção, todas elas com acessibilidade para pessoas portadoras de deficiência, sistema de sonorização e multimídia. Cada linha do sistema tem o seu modelo de estação especifico, dependendo da funcionalidade e localização, podendo ser: elevada, de superfície ou subterrânea. Algumas estações formam terminais de integração intermodal como e o caso das estações Parangaba pertencente as linhas Sul e Nordeste, e Papicu pertencente a futura linha Leste e a linha Nordeste, ambas integrando o metrô, o VLT, o BRT e os ônibus urbanos.
As estações subterrâneas são geralmente de estrutura em concreto aparente, sendo em sua maioria com plataformas centrais, com exceção de algumas futuras estações da Linha Leste, no qual as plataformas são sobrepostas. As estações de superfície tem um sua grande maioria plataforma central (com exceção da estação Couto Fernandes, pertencente a Linha Sul), e acesso que dependendo da linha podem ser: sobre, em baixo ou ao mesmo nível da plataforma de embarque e desembarque. Já as estações elevadas são encontradas apenas nas Linhas: Nordeste e Sul, sendo atualmente as estações Parangaba e Juscelino Kubitschek sendo elas com plataformas laterais. A estação Central–Chico da Silva será um ponto de integração importante para o sistema quando completamente concluído, pois permitirá um fácil deslocamento entre as 3 principais linhas: Sul, Oeste e Leste, criando dessa forma a centralização de todo o metrô.

### Linhas em operação
O sistema de metrô de Fortaleza conta atualmente com três linhas: Nordeste, Oeste e Sul.
Apenas a estação Parangaba permite integração física entre linhas atualmente, conectando as linhas Sul e Nordeste. Enquanto as estações Moura Brasil (Linha Oeste) e Central–Chico da Silva (Linha Sul), embora próximas, não permitem integração física atualmente.  

#### Linha Sul
A Linha Sul (Central–Chico da Silva ↔ Carlito Benevides), foi a primeira a ser inaugurada do sistema. É atualmente a maior via de transporte de passageiros sobre trilhos em operação no Ceará, tanto em extensão (24,1 km), como em número de estações (20) e de passageiros (28 mil/dia). A linha Sul Funciona de 5h30 até 23h, de segunda-feira a sábado. Cada composição de trens em operação nesta linha tem capacidade de transporte de 890 pessoas. Por dia, são feitas 126 viagens, interligando Fortaleza, Maracanaú e Pacatuba. Nas estações, o tempo de parada do metrô é apenas o suficiente para desembarque e embarque de passageiros, sendo de 1 minuto ou menos. A velocidade média dos trens é de aproximadamente 40 Km/h, chegando a 70 Km/h entre as estações (velocidade máxima). A viagem entre as duas estações terminais leva cerca de 35 minutos. A frota operacional da Linha Sul atualmente é de 10 trens elétricos, que circulam agrupados em dois, formando 5 composições de 2 trens.

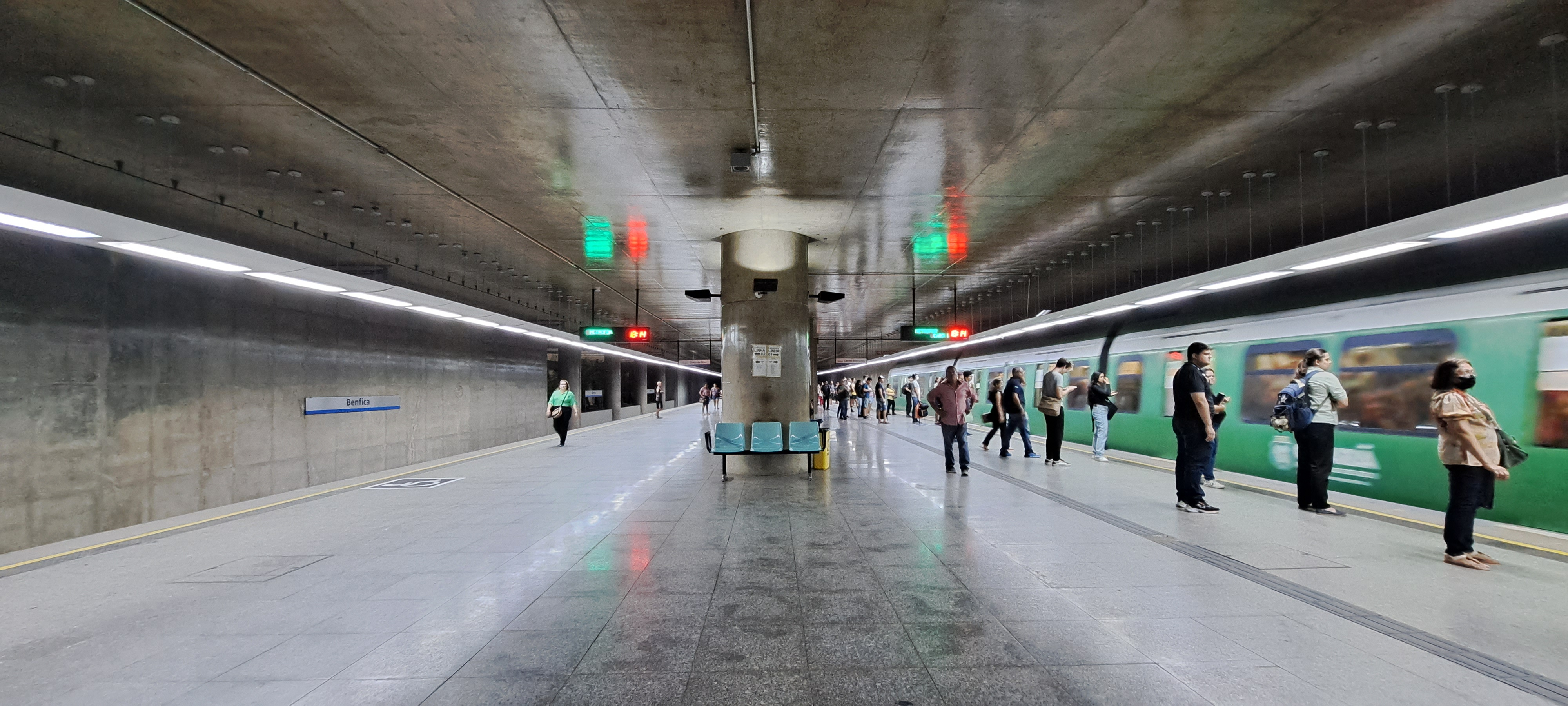
Plataforma da estação subterrânea Benfica, pertencente a linha sul do metrô.

Sua historia tem inicio em dezembro de 1998, quando foi assinado o contrato para a concepção do novo sistema de metroviário da Região Metropolitana de Fortaleza, com primeira fase constituída pela construção da Linha Sul. Segundo o ex-presidente da Metrofor, Rômulo dos Santos Fortes, a obra "iniciou em janeiro de 1999, já com restrição orçamentária".  Em 2002, quando cessaram os repasses de recursos federais, a obra praticamente parou. Os recursos repassados não foram significativos, e apenas serviram para manter os canteiros e a segurança. Consequentemente, a obra foi paralisada, e a situação só veio mudar com a assinatura de um convênio com o Ministério da Fazenda, em setembro de 2005. O presidente da Metrofor relatou que na "época ainda havia dívida com o FMI e foi assinado um convênio que reduzia o escopo, para adaptar a obra aos recursos disponíveis. Cortamos escopo, tiramos a parte subterrânea, e dos dez trens ficaram só quatro, foi um caos. As empresas não aceitaram e a negociação não andou". A obra retornou em 2006. Houve um desagrado da parte do Ministério das Cidades, pois, segundo o presidente, o Ministério da Fazenda tratou o assunto priorizando a questão financeira, sem se preocupar com a infraestrutura urbana e a mobilidade. Em 2007, no início do segundo Governo Lula, o então Ministro das Cidades, Márcio Fortes de Almeida, interveio para trazer de volta os escopos originais, tanto em Fortaleza quanto em outras capitais.

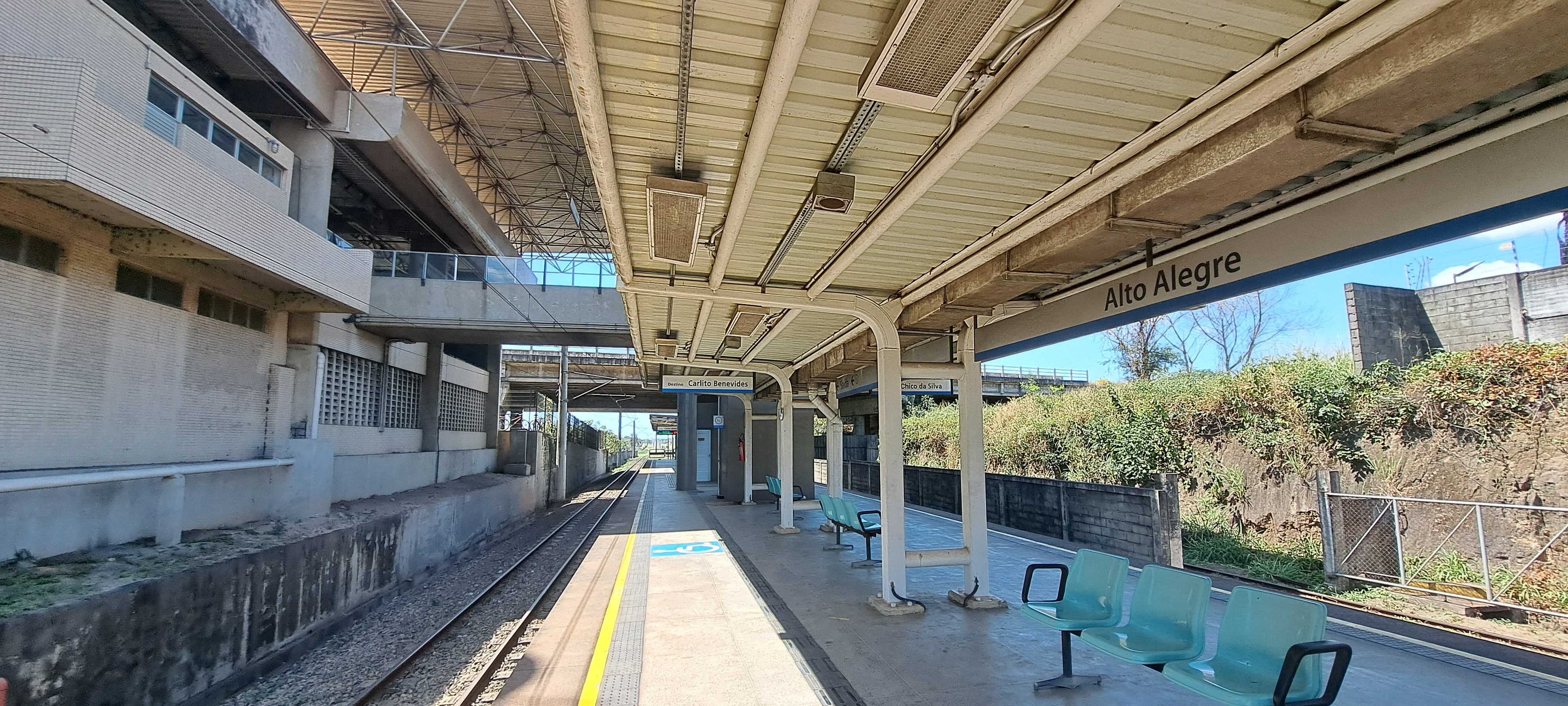
Estação Alto Alegre, localizada em Maracanaú, exemplo de estação de superficial da linha sul do metrô.

Após 13 anos desde o inicio de obras, em 1999, a Linha Sul teve seu primeiro trecho inaugurado entre as estações Parangaba e Carlitos Benevides, por autoridades locais, em 15 de junho de 2012. Durante este tramo a linha esteve em operação de testes no qual o serviço era totalmente gratuito e com horários limitados. Dentre as últimas estações que estavam em obras como a estação Central–Chico da Silva e José de Alencar foram inauguradas em 18 de julho de 2013, com presença da presidente Dilma Rousseff.
No dia 2 de março de 2017 a Cia Cearense de Transportes Metropolitanos aumentou o horário de funcionamento da Linha Sul do Metrô de Fortaleza. A partir daquele dia, estações e trens começaram a funcionar uma hora mais cedo. As estações passaram a abrir às 5h20 e os trens começam a circular a partir das 5h30, com partida simultânea nas duas extremidades da linha (estações Central–Chico da Silva, no Centro, e Carlito Benevides, em Pacatuba). Com essa medida, a Linha Sul aumentou a quantidade de horas em operação, de 12 horas e 30 minutos, para 13 horas e 30 minutos, diariamente. O intervalo de espera pelo próximo metrô, em todas as estações, continua em aproximadamente 17 minutos.

#### Linha Oeste
A Linha Oeste (Moura Brasil ↔ Caucaia) tem extensão de 19,5 km de extensão, 10 estações e transporta em média 8 mil passageiros por dia, funcionando de segunda a sábado, de 5h30 às 20h40h. A via interliga Fortaleza e Caucaia, com estações no Centro das duas cidades. Os trens circulam numa velocidade média de 30 Km/h, chegando até a 50 Km/h, e tem capacidade de transporte de 756 pessoas. Nas estações, o tempo de parada é de aproximadamente 1 minuto. Os trens da Linha Oeste são Veículos Leve sobre Trilhos (VLTs), movidos a óleo diesel.

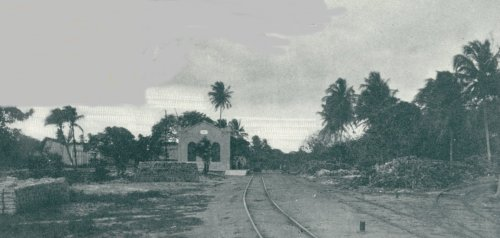
Antiga estação de Soure (Atual Caucaia) em 1922.

A origem da linha Oeste vem por meio do trecho da estrada de ferro de Sobral que ligava Sobral a Ipu. Em 1909, toda a estrada de ferro de Sobral (Camocim-Ipu) foi juntado com a estrada de ferro de Baturité para se criar a Rede de Viação Cearense, imediatamente arrendada à South American Railway. Em 1915, a RVC passa à administração federal. 
A linha da antiga estrada de ferro de Sobral chega a seu ponto máximo em Oiticica, na divisa com o Piauí, em 1932, dezoito anos antes de Sobral ser unida a Fortaleza pela estrada de ferro de Itapipoca (1950). Esses dois trechos passam então a constituir a linha Norte. Em 1957 passa a ser uma das subsidiárias formadoras da RFFSA e em 1975 é absorvida operacionalmente por esta. Em 1996 é arrendada juntamente com a malha ferroviária do Nordeste à Cia. Ferroviária do Nordeste (RFN). Trens de passageiros percorreram a linha Norte até o dia 12 de dezembro de 1988, sobrando depois disso apenas cargueiros e trens metropolitanos no trecho Fortaleza–Boqueirão.

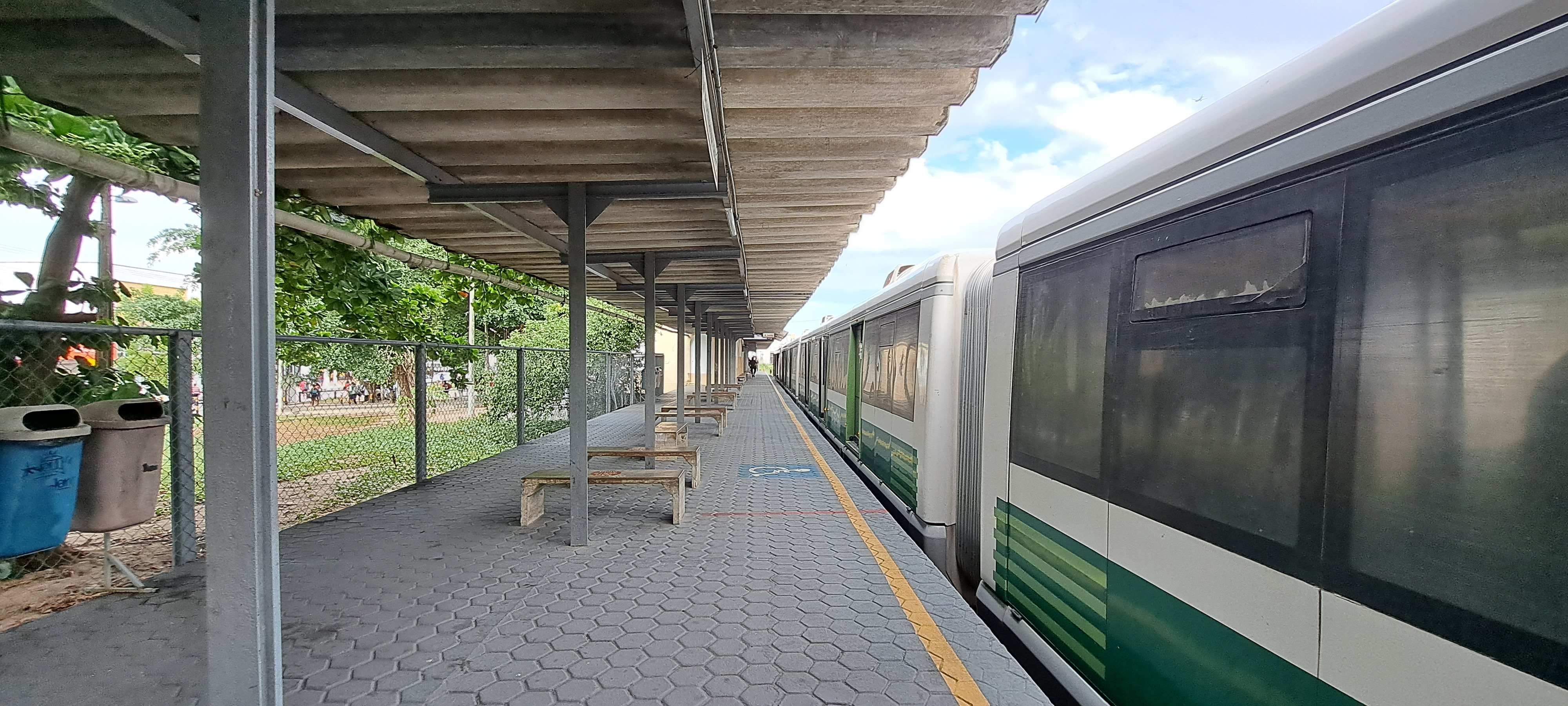
Estação Caucaia, da linha Oeste, em 2024.

A linha era administrada inteiramente pela Companhia Brasileira de Trens Urbanos (CBTU)  na época em que todo o seu trajeto era feito por trens urbanos. Em 2010, a Metrofor investiu cerca de R$ 125 milhões com as estações e a reforma de treze trens conhecidos como Pidners. Quatro locomotivas foram modernizadas e 31 carros de passageiros receberam nova fuselagem e sistema de climatização. Além da reforma e aquisição de novos veículos, foram recuperados 17 quilômetros de via permanente e duplicados outros 2,5 quilômetros, reformadas nove estações, e realizado o trabalho de sinalização das passagens de nível. Também foi concluído o viaduto rodoviário Visconde de Cauípe, em Caucaia. Cerca de 13 mil passageiros, que fazem o trajeto Caucaia–Fortaleza diariamente, foram beneficiados com a ação.
Em 2011, os trens da linha Oeste transportaram mais de 3,46 milhões de passageiros. Ao todo a Linha Oeste é composta por 46 viagens diárias.

#### Linha Nordeste
A Linha Nordeste (Parangaba ↔ Iate), denominada anteriormente como linha Parangaba-Mucuripe, é uma das linhas do Metrô de Fortaleza em formato de VLT (Veiculo Leve Sobre Trilhos) movidos a diesel. Sua inauguração oficial foi realizada no dia 6 de Julho de 2018 com o funcionamento de 8 estações das 10 previstas no projeto inicial. Com 13,2 km de extensão, sendo 11,8 km em superfície e 1,4 km em elevado, e 11 estações, a linha nordeste tem a capacidade de  transportar diariamente 90 mil passageiros, cruzando 22 bairros da cidade em apenas 36 minutos, chegando a parte da zona turística da capital e interligando dois importantes terminais de ônibus urbanos (Parangaba e Papicu). Futuramente se interligará ao Aeroporto Internacional de Fortaleza por meio de um ramal ferroviário atualmente em construção.
O projeto original contava com três tipologias de estação. A primeira é a estação elevada da Parangaba, promovendo a integração física com a linha Sul; a segunda presente na estação Papicu, que conta com um design único frente as demais estações de superfície da primeira fase da linha, devido a projeção de movimentação dado a futura integração com a linha leste do metrô e o terminal de ônibus urbano; a terceira tipologia é uma padronização presente em outras oito estações: Montese, Vila União, Borges de Melo, São João do Tauape, Pontes Vieira, Antônio Sales, Mucuripe e Iate.
Os estudos que demonstraram a viabilidade da implementação do Veículo Leve Sobre Trilhos (VLT) foram feitos pela empresa espanhola Eptisa.
Na manhã do dia 25 de julho de 2017 se deu início a Operação Assistida no trecho entre as estações Borges de Melo e Parangaba, com a presença do governador do estado do Ceará Camilo Santana e do Vice-prefeito de Fortaleza Moroni Torgan. Nesta fase, os usuários podem utilizar o modal de forma gratuita, de segunda a sexta-feira, das 6 da manhã ao meio dia. A Operação Assistida vai permitir os ajustes finais do equipamento, incluindo a mensuração do valor do bilhete. O trecho, de 5 (cinco) quilômetros de extensão, foi o primeiro dos três trechos que compõem os 13,5 quilômetros do VLT, interligando os bairros de  Mucuripe e Parangaba. A Operação Assistida também da condições à população para ambientar-se com o novo serviço. Após quatro meses de operação assistida, a Linha Nordeste transportou gratuitamente mais de 55 mil pessoas, a marca foi alcançada no dia 29 de novembro de 2017.
Em 6 de Julho de 2018 ocorreu a inauguração oficial com a entrega de mais quatro estações além das quatro já existentes da linha Nordeste. Com a inauguração, passageiros podem se deslocar, gratuitamente, na Cidade, em um trajeto de 10,9 quilômetros. As duas estações restantes (Mucuripe e Iate) foram entregues em 16 de Setembro de 2020, totalizando os 13,2 km de extensão a um custo de R$ 700 milhões.

### Expansão da rede
A empresa tem planos de ampliação da Linha Leste ligando a estação Edson Queiroz a Messejana e da linha Oeste ligando a estação Caucaia ao Pecém.

#### Linhas em obras
Atualmente, a Secretaria de Infraestrutura do Ceará mantém em construção o primeiro trecho de 7,3 quilômetros de uma nova linha do metrô na capital, a linha Leste, que possuirá, na primeira fase, sete estações (Central–Chico da Silva, Catedral, Colégio Militar, Luiza Távora, Nunes Valente, Leonardo Mota e Papicu).
Também encontra-se em construção o primeiro trecho, de 2,5 quilômetros, do Ramal Aeroporto–Castelão da Linha Nordeste. O segundo trecho, de 5,1 quilômetros, está atualmente em processo licitatório. Quando os dois trechos estiverem concluídos, o ramal contará com 7,6 quilômetros de extensão e quatro estações (Expedicionários, Aeroporto, CEU e Castelão), atendendo diretamente o Aeroporto Internacional de Fortaleza e a Arena Castelão.
| Linha                          | Trechos                         | Extensão (Km) | Estações | Início das obras       | Término (previsão)       | Situação atual |
| ------------------------------ | ------------------------------- | ------------- | -------- | ---------------------- | ------------------------ | -------------- |
| Leste (metrô)                  | Central–Chico da Silva ↔ Papicu | 7,3           | 7        | 22 de novembro de 2013 | 2027                     | Em construção  |
| Ramal Aeroporto–Castelão (VLT) | Expedicionários ↔ Aeroporto     | 2,5           | 2        | 11 de novembro de 2021 | Segundo semestre de 2025 | Em construção  |
| Ramal Aeroporto–Castelão (VLT) | Aeroporto ↔ Castelão            | 5,1           | 2        | -                      | -                        | Em licitação   |
| Total                          | -                               | 14,9          | 11       | -                      | -                        | -              |

### Projetos cancelados ou temporariamente suspensos
Durante a historia da Companhia Cearense de Transportes Metropolitanos, diversos projetos de estações, linhas e ramais foram apresentados. 
Um exemplo foi o plano para a construção de um ramal que ligaria a Parangaba a Arena Castelão, com o plano de ser concluído antes da Copa do Mundo FIFA de 2014. Entretanto, o projeto foi cancelado, devido a estudos do governo do estado indicando que não haveria usuários suficientes para manter o trecho em funcionamento após o mundial.
Outro caso é o do ramal Maranguape, que ligaria a estação Jereissati, da Linha Sul, ao centro de Maranguape, município da região metropolitana de Fortaleza. Segundo apresentado, a linha contaria inicialmente com apenas duas estações e já teria previsão de uma possível expansão a ponto de atingir outras áreas do município de Maranguape. O ramal foi incorporado em diversos mapas do sistema metroviário. Com o decorrer do tempo, sem que nenhum projeto concreto, estudo ou mesmo nota por parte da Metrofor tenha sido divulgado, em maio de 2017 o ramal foi removido dos mapas da companhia sem nenhuma explicação por parte da mesma, encerrando deste modo, a especulação de sua possível concretização.

## Operação

### Cento de Controle Operacional
Os sistemas de controle do metrô de Fortaleza, são integrados e automatizados em um Centro de Controle Operacional conhecido como CCO. O centro tem como funções essenciais a garantia de fornecimento de energia de tração e a regulação do tráfego metroviário, para que sejam compridos os intervalos entre trens e viagens diárias programadas para o comprimento das metas de transporte e atendimento as demandas dos usuários. 
Os sistemas e equipamentos utilizados são de ultima geração, sendo ressaltados no fornecimento de segurança, confiabilidade, preservação ambiental é preservação de energia. O registro de todas as imagens captadas pelas câmeras de vigilâncias localizadas nos trens e nas estações são monitoradas constantemente dentro do CCO, onde há telões para acompanhamento das imagens em tempo real. 
Nas estações existem postos de comando locais, habilitados para assumirem o comando nos casos de interrupção nas linhas de comunicação que interligam o CCO as instalações fixas das linhas. É um sistema essencial. Ele permite que os trens andem na sua velocidade comercial mais adequada, que atendam à sua programação de trabalho; o sistema ainda permite o menor intervalo possível entre os trens, com a máxima segurança.

### Material rodante
Para a linha Sul foram adquiridos 20 TUE’s de 3 carros cada, modelo Elettrotreno ETR 200, fabricados pela AnsaldoBreda. Os veículos deste sistema possuem uma velocidade comercial de 70 km/h e uma velocidade máxima de 80 km/h. A bitola é de 1000 milímetros e a alimentação dos trens é feita por catenárias utilizando uma tensão de 3000 VCC. As composições começaram a circular em testes em 2010. Sua operação teve inicio em Junho de 2012, juntamente com o inicio das operações da Linha Sul.
Para a Linha Oeste foram adquiridos originalmente 6 VLT's diesel de 4 carros TUDH BS Mobile 4, da empresa Bom Sinal, sendo o primeiro entregue no início de outubro de 2010.
Em 2015, a Linha Nordeste recebeu 14 novos VLT´s TUDH BS Mobile 4, da companhia Bom Sinal. Esses novos trens contavam com sistema de Ar-condicionado melhorado, designe mais sofisticado, circuito interno de TV, telas informativas, bem como sinal sonoro atualizado.
| Frota                | Máscara | Linhas em Operação | Ano de Fabricação | Fabricante   | Velocidade Máxima | Trens / Carros |
| -------------------- | ------- | ------------------ | ----------------- | ------------ | ----------------- | -------------- |
| Elettrotreno ETR 200 |         | Sul                | 2012              | AnsaldoBreda | 80 km/h           | 20 / 60        |
| TUDH BS Mobile 4     |         | Oeste              | 2010              | Bom Sinal    | 80 km/h           | 6 / 24         |
| TUDH BS Mobile 4     |         | Nordeste           | 2015              | Bom Sinal    | 80 km/h           | 14 / 56        |

### Movimentação de passageiros
No ano de 2015 o metrô de Fortaleza foi catalogado como o quinto que menos transporta usuários no país, transportando aproximadamente 6,5 milhões de pessoas, uma media diária de 23,3 mil passageiros nas duas linhas (Sul e Oeste) em operação naquele ano.
Em 2016, a Linha Sul, terminou com quase 800 mil passageiros a mais, em relação ao ano anterior. De janeiro a dezembro de 2015, foram transportadas 4,6 milhões de pessoas. Em 2016, o número saltou para 5,4 milhões. O crescimento foi de 17%, ou 798,9 mil passageiros a mais. A Linha Oeste, também registrou aumento de passageiros, saltando de 1,7 milhão em 2015 para 1,8 milhão em 2016. Nesse caso, o aumento foi de 97,4 mil passageiros, ou 5,4% do total. Mantendo o aumento constante, a Linha Sul registrou aumento de 19,8% no número de passageiros transportados em 2017, em relação ao ano de 2016. O índice considera o total de usuários do metrô de janeiro a dezembro. No total, foram 6,5 milhões de pessoas atendidas em 2017, em comparação ao valor apresentado em 2016.
Durante o ano 2018 as três linhas em operação na capital registraram uma movimentação de pouco mais de 11,4 milhões de passageiros, chegando a mais de 14,6 milhões transportados em 2019. Em 2020, devido a pandemia da COVID-19, foram necessárias ações de controle do Estado para contenção da doença que exigiram o fechamento do sistema entre março e junho de 2020, reduzindo o numero de passageiros registrados que até outubro daquele ano que se encontrava na marca de pouco mais de 6,7 milhões.
Segundo o Relatório de Demanda do 4º semestre de 2022, a Linha Sul transportou 2.398.086 passageiros no semestre analisado, registrando, portanto, um acréscimo de 58.433 passageiros em comparação ao trimestre imediatamente anterior, ou um crescimento de 2,50%. O relatório ressalta que a demanda média nos dias úteis para o trimestre em questão foi de 32.651 passageiros, enquanto a demanda média nos sábados foi de 24.586 passageiros.
No mesmo trimestre analisado, a linha Nordeste transportou 799.271 passageiros, registrando, portanto, um decréscimo de 81.243 passageiros em comparação ao trimestre imediatamente anterior, ou uma redução de 9,23%. Ressalta-se que a demanda média nos dias úteis para o trimestre em questão nessa linha foi de 10.684 passageiros, enquanto a demanda média nos sábados foi de 6.958 passageiros.

#### Passageiros por ano
| Ano                   | Passageiros | Empresa | Ano  | Passageiros | Empresa  | Ano  | Passageiros | Empresa  |
| --------------------- | ----------- | ------- | ---- | ----------- | -------- | ---- | ----------- | -------- |
| 1988                  | 10 609 000  | CBTU    | 2003 | 10 401 341  | Metrofor | 2018 | 11 465 530  | Metrofor |
| 1989                  | 12 126 000  | CBTU    | 2004 | 9 315 247   | Metrofor | 2019 | 14 635 837  | Metrofor |
| 1990                  | 11 244 000  | CBTU    | 2005 | 9 436 090   | Metrofor | 2020 | 8 810 194   | Metrofor |
| 1991                  | 11 559 000  | CBTU    | 2006 | 7 656 366   | Metrofor | 2021 | 11 332 602  | Metrofor |
| 1992                  | 9 701 000   | CBTU    | 2007 | 6 271 498   | Metrofor | 2022 | 14 158 249  | Metrofor |
| 1993                  | 9 181 000   | CBTU    | 2008 | 7 358 380   | Metrofor | 2023 | 15 164 271  | Metrofor |
| 1994                  | 8 257 000   | CBTU    | 2009 | 6 326 189   | Metrofor | 2024 | 15 092 736  | Metrofor |
| 1995                  | 7 689 000   | CBTU    | 2010 | 3 903 559   | Metrofor |      |             |          |
| 1996                  | 7 784 000   | CBTU    | 2011 | 3 468 787   | Metrofor |      |             |          |
| 1997                  | 7 709 837   | CBTU    | 2012 | 4 155 857   | Metrofor |      |             |          |
| 1998                  | 7 202 754   | CBTU    | 2013 | 5 504 226   | Metrofor |      |             |          |
| 1999                  | 7 923 771   | CBTU    | 2014 | 5 611 310   | Metrofor |      |             |          |
| 2000                  | 9 220 362   | CBTU    | 2015 | 6 482 872   | Metrofor |      |             |          |
| 2001                  | 9 650 857   | CBTU    | 2016 | 7 379 280   | Metrofor |      |             |          |
| 2002                  | 8 788 403   | CBTU    | 2017 | 8 727 886   | Metrofor |      |             |          |
| Fonte: CBTU; Metrofor |             |         |      |             |          |      |             |          |

| Passageiros transportados por ano (1988-2024) |
|                                               |
| azul: CBTU; verde: Metrofor.                  |

### Benefícios Socioambientais
O Metrô de Fortaleza recebeu parecer favorável da Superintendência Estadual do Meio Ambiente (SEMACE) ao seu primeiro Relatório de Acompanhamento e Monitoramento Ambientais (Rama), relativo ao ano de 2015. Essa documentação certifica que a operação do metrô não tem causado impactos negativos ao meio ambiente, certificando também as iniciativas de educação ambiental desenvolvidas nas comunidades lindeiras (aquelas que vivem próximas dos trilhos). Um dos itens analisados são as emissões de materiais na atmosfera. No caso da Linha Sul, foi certificado que não há emissões atmosféricas, já que o sistema metroviário é movido à eletricidade. Na Linha Oeste, em que a tração do trem funciona a diesel, foi verificado que os motores têm padrões internacionais, estando as emissões dentro da normalidade. Também foram medidos ruídos e vibrações emitidos pelos dois sistemas, antes e durante a passagem dos trens. De acordo com o relatório, o resultado apontou que ruídos e vibrações estão dentro dos padrões.
Também foi analisado e aprovado o funcionamento do sistema de coleta dos resíduos gerados na operação dos trens. Há lixeiras em todas as estações das linhas Sul e Oeste, com coleta realizada pela ECOFOR às terças, quintas e sábados. Os materiais recicláveis são encaminhados a entidades que aproveitam o lixo como matéria-prima. Os demais materiais são transportados até o aterro sanitário de Caucaia na Região Metropolitana de Fortaleza. O parecer da SEMACE aponta que “no interior do metrô, os resíduos produzidos são praticamente zero". Quanto ao possível impacto da operação do metrô sobre o solo e a bacia hidrográfica, o estudo apontou que não há prejuízos. Segundo a pesquisa, “o metrô não interfere nos recursos hídricos. [...] Considerando que o metrô está inserido em áreas urbanizadas, onde o solo é, em sua maioria, recoberto por revestimento asfáltico, a interferência deste sobre os solos locais, é mínima”.
A análise também destacou as ações sociais voltadas para a preservação do meio ambiente e o bom convívio entre o metrô e as comunidades lindeiras, todas elas inseridas no projeto Metrô & Cidadania. De acordo com o parecer, “no que diz respeito aos Planos de Controle e Monitoramento Ambiental visando à mitigação dos impactos inerentes à atividade quando de sua operação, foram implementadas ações voltadas para a educação ambiental das comunidades próximas, junto às escolas públicas com parcerias firmadas entre diversas instituições a nível estadual e municipal. Foi implantada ainda a Agenda Ambiental na Administração Pública (A3P) no Metrofor, enfatizando o gerenciamento de resíduos sólidos”.
Em fevereiro de 2017 o relatório de ações ambientais apresentado pela Metrofor, relativo às linhas Sul e Oeste do Metrô de Fortaleza foi aprovado pela SEMACE. O Rama 2016 traz detalhes de todas as ações ambientais realizadas no ano de 2016, envolvendo as palestras nas escolas, ações de controle do Aedes Aegypti, retirada de lixo das regiões da via férrea e parcerias com entidades de catadores para melhor destinação dos resíduos sólidos. Na análise do Rama, a SEMACE também estuda o impacto ambiental gerado pela operação do sistema metroviário, considerando o tipo de solo e a presença de águas superficiais e subterrâneas, a geração de resíduos sólidos e efluentes líquidos, emissões atmosféricas e emissões sonoras. Com base nesses itens, a SEMACE concluiu que a Cia Cearense de Transportes Metropolitanos atendeu majoritariamente às exigências para aprovação do relatório ambiental, e considerou “louvável” a parceria com a Cooperativa Nordestina de Catadores COMVIDA, firmada no ano passado, para uma melhor destinação dos resíduos sólidos.

## Acidentes e Incidentes
Na madrugada de 10 de janeiro de 2019 uma bomba explodiu no viaduto da estação Parangaba da Linha Sul, no nono dia da onda de violência que atingiu o Ceará no início do ano. Engenheiros avaliaram os danos estruturais, e concluíram que foram superficiais, não comprometendo as operações dos trens.
Em 28 de setembro de 2019 ocorreu uma colisão frontal entre dois VLTs da Linha Nordeste em um elevado localizado no bairro de Fátima, Fortaleza. Entre os quase quarenta feridos estavam os dois maquinistas, que sofreram ferimentos graves.

### Redes sociais
- Metropolitano de Fortaleza no Facebook
- Metropolitano de Fortaleza no Instagram
- Metrô de Fortaleza no YouTube